# 波段
波段是無線電通訊頻率中的一小段電磁波譜，通常以信道（channel）的方式來運用，或將相同類型、屬性的無線應用集中配置在某一處，舉例來說如：
- 中波波段（AM broadcast band）：530kHz — 1610kHz，若在美國可至1700kHz。
- 短波波段（Shortwave bands）：5.9MHz — 26.1MHz。
- 高频频段（High frequency）：频率在 3M-30M ，波长从 100 米到 10 米，二战前的早期雷达使用这个频段，因为当时技术能够得到可靠的大功率器件的最高频率。由于波长太大，对小物体的检测性能不好；但是可以超视距工作。
- 甚高频（VHF，Very high frequency）：频率范围是 30M 到 300M，其波长范围是 1 米到 10 米，因此这个波段又称为米波波段、超短波波段。米波雷达的天线较小，二战时可以安装在舰船上，作为搜索/警戒/预警雷达使用；该波段使得飞机难以隐身。
- 民用波段
- ISM頻段（Industrial Scientific Medical Band）：中文意思分別是工業的(Industrial)、科學的(Scientific)和醫學的(Medical)，因此顧名思義ISM頻段就是各國挪出某一段頻段主要開放給工業，科學和醫學機構使用。ISM頻段在各國的規定並不統一。
- 電視地面無線發波站的無線電視頻道：2 — 6。（在美國為54MHz — 88MHz）
- FM廣播波段（英语：FM broadcast band）：88MHz — 108MHz，日本除外。(日本為76MHz — 90MHz)
- 飛航用波段：108MHz — 136MHz，供航空运输管制之用。其中118MHz—136.975MHz作為飛機與飛機、塔台之間的通話聯絡用。
- 無線電視頻道：7 — 13。（在美國為174MHz — 216MHz）
- 特高频（UHF，Ultra High Frequency）：频率是 300MHz～3GHz，波長由10公分至1公尺，一般也称为分米波波段。二战早期的机载反潜雷达就是工作在这个频段上。
- 超高频（SHF，Super high frequency）：频率是 3～30GHz。國際電信聯盟將超高頻的波長定為10厘米到1厘米。我們日常生活接觸的微波也是在這範圍，同時也包括了特高頻及極高頻。
- 極高頻（EHF，Extremely high frequency）：頻率範圍是30～300GHz，波長由1mm到10mm。主要應用於氣象雷達、空間通信、無線電天文等方面。
- 業餘無線電：日常生活中也佔有數個不同的頻率頻道。
- 軍用波段：
  - L波段：1452MHz — 1492MHz，專供美國之外的數位音訊廣播之用。在雷达领域L波段的频率范围是 1GHz 到 2GHz，波长从 30cm 到 15cm。L 表示远距离。这个波段常用于远程对空警戒雷达、太空雷达以及作用距离在 200 英里以上的空中交通管制雷达。
  - S波段：1750MHz — 2400MHz。在雷达领域，S波段的频率范围是 2GHz 到 4GHz，波长从 15cm 到7.5cm。S 的意思是Short。比较容易做到窄波束，用于机场终端监视雷达，可以得到很好的角分辨力和精度。做远程监视雷达受雨的影响很大，因此气象雷达也多工作在这个频段上。
  - C波段：频率范围是 4G 到 8G，波长从 7.5cm 到 3.75cm 之间，C 是英文 compromise 的缩写，即妥协、折中的意思。通讯卫星的早期工作频段。
  - X波段：8GHz — 12.5GHz。X表示这在二战期间曾经是一个保密频段，如警用测速雷达。
  - Ku、K、Ka波段：指12.5-40G 的频段。其中 K 是德文 Kurz，意思是短。二战期间发展起来的厘米波雷达. 频率是 22.24GHz是水蒸气的谐振波长，为了避开这个谐振频率，把 K 段分成 Ku（小于谐振频率的波段）和 Ka（大于谐振频率的波段）两个波段。其中 Ku 是 12-18GHz，Ka 是 27-40GHz。这个频段主要用于高分辨的测量。由于还存在大气衰减因素，其作用距离通常比较短。
  - V波段：40GHz — 75GHz。
  - W波段：75GHz — 110GHz。

- 毫米波：110GHz — 300GHz。
- 无线电导航的接續性遞傳（beacon）用波段，例如LORAN及GPS。

上述這些不同用途的波段中，每種用途的波段內也有進行基礎的配置規劃（bandplan），例如哪個子波段可以佔用、哪個子波段當設為分享等，以避免相互干擾（interference），同時這也有助於制訂通訊協定，使發送器與發送器間具有相容互通性（compatibility）。此外要說明的是，此也牽涉到物理學，波段是以頻率或波長來進行拆分，舉例而言，甚高頻（VHF）是30MHz或10公尺波長的短波，或者是比30MHz頻率更低、比10公尺波長更長的波。這些僅是無線電頻譜（radio spectrum）中的一部份，而不是它們的頻率配置劃分。